# مؤسسه فیزیک
مؤسسه فیزیک (انگلیسی: Institute of Physics) (IOP) یک انجمن علمی و یک نهاد حرفه‌ای مستقر در بریتانیا است که برای پیشرفت آموزش، تحقیق و کاربرد فیزیک فعالیت می‌کند.
این مؤسسه در سال ۱۸۷۴ تأسیس شد و دارای بیش از ۲۰٬۰۰۰ عضو جهانی است. IOP انجمن فیزیکی انگلستان و ایرلند است و از فیزیک در آموزش، تحقیق و صنعت پشتیبانی می‌کند. علاوه بر این، IOP خدماتی از جمله مشاوره شغلی و توسعه حرفه ای را به اعضای خود ارائه می‌دهد و به صلاحیت حرفه‌ای فیزیکدان دانشگاهی (CPhys) و همچنین مهندس منصوب (CEng) به عنوان بدنه نامزد شورای مهندسی اعطا می‌کند. «شرکت انتشارات IOP» انتشار ۸۵ عنوان علمی را بر عهده دارد.